# F1 Racing Simulation
F1 Racing Simulation è un videogioco di simulazione automobilistica sviluppato e pubblicato da Ubisoft nel 1997.

## Ambientazione
Il gioco è basato sul Campionato mondiale di Formula 1 1996. Jacques Villeneuve non vi compariva tuttavia come pilota per motivi di licenze.

## Scuderie e piloti
- Scuderia Ferrari = Michael Schumacher, Eddie Irvine
- Benetton-Renault = Jean Alesi, Gerhard Berger
- Williams-Renault = Damon Hill, Driver X[2]
- McLaren-Mercedes = Mika Häkkinen, David Coulthard
- Ligier-Mugen Honda = Olivier Panis, Pedro Diniz
- Jordan-Peugeot = Rubens Barrichello, Martin Brundle
- Sauber-Ford = Johnny Herbert, Heinz Harald Frentzen
- Footwork-Hart = Ricardo Rosset, Jos Verstappen
- Tyrrell-Yamaha = Ukyo Katayama, Mika Salo
- Minardi-Ford = Pedro Lamy, Giancarlo Fisichella
- Forti-Ford = Luca Badoer, Andrea Montermini